# روبن سينغ (لاعب كريكت)
روبن سينغ (14 سبتمبر 1963 في ترينيداد وتوباغو - ) هو لاعب كريكت هندي. شارك في دورة ألعاب الكومنولث 1998. وشارك مع منتخب الهند الوطني للكريكت.

## وصلات خارجية
- روبن سينغ على موقع إي آس بي آن كريك إنفو (الإنجليزية)